# أساطير تبتية

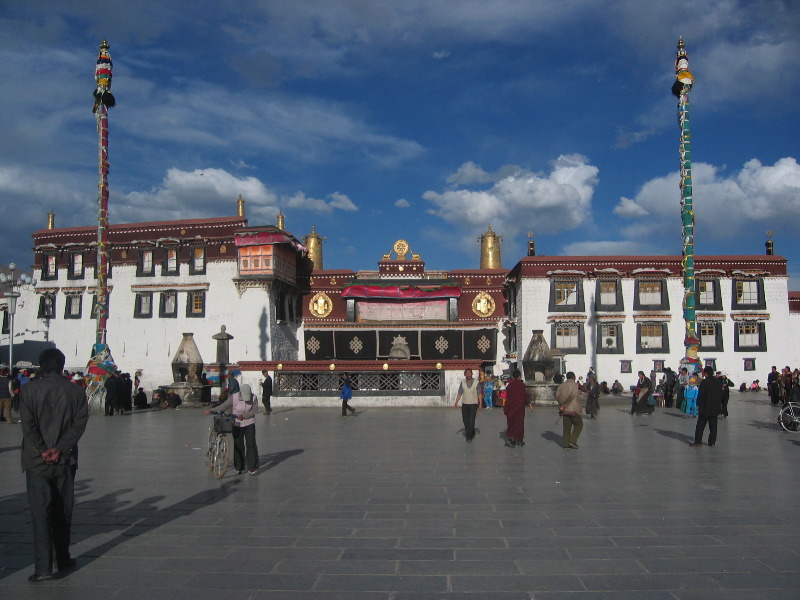
معبد جوخانغ في التبت

تشير الأساطير التبتية إلى القصص التقليدية والدينية التي تناقلها التبتيون. تتكون الأساطير التبتية أساسًا من الأساطير القومية المستمدة من الحضارة التبتية بالإضافة إلى الأساطير الدينية من البوذية التبتية وديانة البون. تنقل هذه الأساطير شفهيًا غالبًا، من خلال الشعائر أو من خلال الفن التقليدي مثل المنحوتات أو رسوم الكهوف. وتتميز أيضًا بمجموعة متنوعة من المخلوقات المختلفة التي تشمل الآلهة والأرواح والوحوش التي تلعب دورًا مهمًا في الأساطير التبتية مع اقتحام بعض هذه الأساطير وسائل الإعلام الغربية السائدة، وأبرزها الإنسان الجليدي المقيت-يتي.

## الأساطير القومية
تنشأ الأساطير التبتية القومية من تاريخ البلاد وتُنقل غالبًا إما من خلال الكلام الشفهي أو من خلال أشكال فنية مثل رسوم الكهوف. يتضمن هذا صورًا لمخلوقات أسطورية مقدسة مثل نسر السماء العظيم ذو المخالب الخمسة. استخدمت رسوم الكهوف أيضًا لتسجيل معلومات حول كيفية عيش التبتيين وكذلك لتقدير دينهم ولتقدير الآلهة خلال الوقت الذي رسمت فيه رسوم الكهف.

### أساطير  الخلق
تتضمن بعض الأساطير القومية الأكثر شهرة إحدى أكثر أساطير الخلق شهرةً على الأغلب، وهي أسطورة الخلق التبتية، فا تريلغن تشانغتشوب سيمبا الذي يُعتقد أنه السلف القرد للشعب التبتي. قدمت العديد من الروايات لهذه الأسطورة، ولكن تقول الرواية الأكثر قبولًا إن السلف القرد، فا تريلغن تشانغتشوب سيمبا، وصل إلى التبت عندما كان العالم مغطى بالمياه وأنجب أطفالًا كانوا صغار قردة. تعلم هؤلاء الأطفال كيفية استخدام الأدوات، وحصاد المحاصيل، وأصبحوا مكتفين ذاتيًا وأنشأوا حضارة، ويقال إن شعب التبت هم من نسل هذه الحضارة.

### أساطير المشاهد الطبيعية التبتية
تستند العديد من الأساطير التبتية التقليدية إلى المشاهد الطبيعية الفريدة الواقعة على قمة هضبة وبين عدة جبال. تتضمن بعض هذه الأساطير البارزة قصة «رجال سهول التبت المتوحشون»، وهي تروي قصة مجموعات من الرجال البريين المشعرين الذين قيل إنهم عاشوا على قمم التبت بين الثلوج والأسود البيضاء الأسطورية. قال البعض إنهم متوحشون وعراة ومشعرون، وأشار إليهم المنغوليون على أنهم رجال متوحشون أو بامبورش. قال آخرون إن آثار أقدام هؤلاء الرجال المتوحشين المفترضين كانت في الواقع أثار دببة. تعتبر أسطورة الناسك المحبوس أسطورة أخرى تتعلق بالرهبان الذين يحصرون أنفسهم في غرفة مظلمة ذو جدران حجرية لا تتسع إلا لشخص واحد، ويتأملون في تلك المساحة الصغيرة طوال حياتهم، مع وجود ثقب واحد يمكن تمرير الطعام والشراب من خلاله. يتعهد هؤلاء الرهبان بأن يعيشوا حياتهم في الظلام وبين هذه الجدران الحجرية ليست فقط المكان الذي يقضون فيه حياتهم وبل في قبرهم أيضًا. رغم وجود العديد من الأساطير التبتية القومية التي تستند إلى الثقافة والبيئة التبتية، فإن هناك العديد من الأساطير التي تشترك في أوجه التشابه مع الأساطير من الثقافات الأخرى إذ تتشارك التبت حدودًا تمتد عبر بلدان مختلفة. يتضمن هذا ملحمة الملك غيزر، وهي أغنية راقصة تتبع قصة غيزر السيد شجاع الذي لا يعرف الخوف، من مملكة غلينغ الأسطورية، ومختلف الأعمال البطولية التي أنجزها. رغم أن هذه الأسطورة تعتبر أسطورة تبتية معروفة في شكل قصيدة ملحمية، ما يزال كثيرون يغنونها في شكل أغنية راقصة في جميع أنحاء التبت ومنغوليا وجزء كبير من آسيا الوسطى.